# 김성진 (2000년)
김성진(2000년 3월 17일 ~ )은 대한민국의 야구 선수로 현재 KBO 리그 LG 트윈스의 내야수로 뛰고 있다.

## 경력

### 아마추어 시절
야탑고등학교 3학년때 주전 포수로 활약하였고 청소년 대표팀에 선발되었다.

### 프로 시절
2019년 신인 드래프트 2차 7라운드에서 LG 트윈스에 지명되어 입단하였다. 2020년 6월 24일 1군 엔트리에 처음으로 들었다. 군 전역 이후 포수에서 내야수로 전향하였다.
2024년 스프링캠프 명단에 들었으며, 그해 6월 23일 더블헤더 특별 엔트리로 4년만에 1군에 들어, KT 위즈와 더블헤더 1차전에서 홍창기의 대타로 데뷔하였다. 이로써 2019년 드래프트에서 LG에 지명됐던 모든 선수들이 1군에 데뷔하였다.

## 출신 학교
- 수원신곡초등학교
- 매향중학교
- 야탑고등학교